# Polystichum annapurnicola
Polystichum annapurnicola là một loài dương xỉ trong họ Dryopteridaceae. Loài này được Fraser-Jenk. ex Thapa mô tả khoa học đầu tiên năm 2002.
Danh pháp khoa học của loài này chưa được làm sáng tỏ. 